# ヒメスズメバチ
ヒメスズメバチ（学名：Vespa ducalis）は、ハチ目・スズメバチ科の昆虫である。日本産スズメバチの中では、オオスズメバチに次いで大きい。

## 形態

### 成虫
体長は働きバチで25～33mm、女王バチで32～35mm。
亜種ツシマヒメスズメバチ以外は腹部末端の2節は黒く、他のスズメバチとの区別は容易とされる。

## 生態
巣の規模は、日本産スズメバチ属の中では最小で、総育房数は100から450程度。巣は木の枝のような開けた場所ではなく、土中や樹洞のような閉鎖空間に造る。働きバチの数は他種に比べ非常に少ない10から40ほどで、営巣期間は短い。
主にアシナガバチ属やホソアシナガバチ属の巣を襲い、ヒメスズメバチの巣1つに対し、150から200のアシナガバチの巣が必要とする推定もある

## 分布
日本（本州・四国・九州・佐渡島・伊豆諸島・大隅諸島・対馬・琉球列島）・台湾・中国・朝鮮・ロシアの沿海州。トカラ列島以南では、中之島、奄美大島、徳之島、石垣島、西表島から記録があるが、沖縄本島では見つかっていない。

## 人間との関わり
攻撃性は低く、スズメバチの中で最もおとなしい。被害報告も最も少ない。
むしろ、注意すべきは間接的な被害である。ヒメスズメバチが襲撃しているアシナガバチ等の巣に接近すると、パニックに陥った個体に刺されることがある。

## 学名
種小名のducalisには、「公爵の」や「指導者」という意味がある。
以前、本種はVespa tropica（ネッタイヒメスズメバチ）の亜種とされてきたが、後にVespa tropicaは本種とは別種とされている。

## 亜種
- Vespa ducalis 原名亜種 Smith, 1852[3]

- Vespa ducalis pulchra 日本本土亜種 Buysson, 1905[3]

本州から北琉球に分布し、四国、九州、佐渡島、屋久島、トカラ列島の中之島などでも見られる。
亜種名のpulchraは「美しい」という意味。
- Vespa ducalis esakii ツシマヒメスズメバチ Sonan, 1935[8]

対馬にのみ分布
亜種名のesakiiは、昆虫学者の江崎悌三にちなむ。
他の亜種では黒色の腹部末端節が他のスズメバチのように黄色であり、かつ腹部全体として黒色よりも黄色となっている。性質は本土亜種同様におとなしい。
- Vespa ducalis loochooensis リュウキュウヒメスズメバチ Bequaert, 1936[6]

石垣島と西表島に分布
- Vespa ducalis pseudosoror Van der Vegt, 1959[3]

原名亜種のシノニムとして扱われる場合もある
- 亜種名未定 - 奄美大島に分布[7][6]